# British Touring Car Championship
Het British Touring Car Championship (BTCC) is een toerwagenkampioenschap met races in Groot-Brittannië. De raceklasse is vergelijkbaar met de World Touring Car Championship (WTCC). Het BTCC werd opgericht in 1958 als het British Saloon Car Championship en kreeg in 1987 de huidige naam. In het kampioenschap kwamen in de beginjaren auto's uit verschillende raceklasses, zoals de Groep A, Groep B en Groep N, tegen elkaar uit.
In de jaren 00 werden, net als in het WTCC, uitsluitend auto's toegelaten die binnen het Super 2000-reglement vielen. Vanaf het seizoen 2011 werd gebruikgemaakt van auto's die moesten voldoen aan het Next Generation Touring Car-reglement. Sinds 2013 is er weer een aparte klasse voor S2000-auto's, waarin gestreden wordt om de Jack Sears Trophy.

## Geschiedenis

### Begin

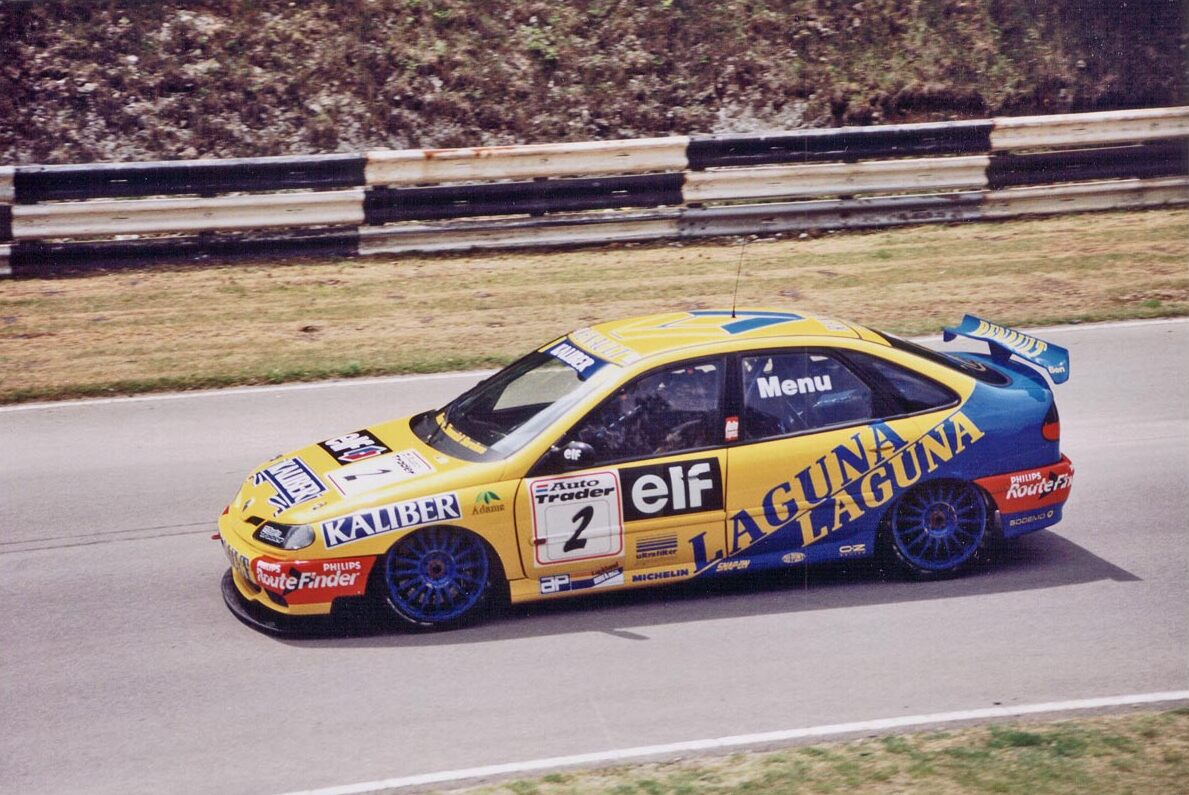
Alain Menu in 1996 op Brands Hatch in zijn Renault Laguna

Het kampioenschap werd aanvankelijk gereden met een mix van klasses, verdeeld volgens motorvermogen, waarbij gelijktijdig werd gereden. Dit betekende vaak dat een coureur die de juiste klasse koos het algemene kampioenschap kon winnen zonder enige kans op algemene raceoverwinningen, waardoor de titel voor de toeschouwers devalueerde - bijvoorbeeld in de jaren tachtig won Chris Hodgetts twee algemene titels in een kleine Toyota Corolla die was voorbereid door Hughes Of Beaconsfield, destijds een hoofddealer van Mercedes-Benz/Toyota toen de meeste raceoverwinningen naar veel grotere auto's gingen; en terwijl de Ford Sierra Cosworth RS500's domineerden aan de voorkant van het veld, pakte Frank Sytner een titel in een klasse B BMW M3 en de eerste titel van John Cleland werd gewonnen in een kleine klasse C Opel Astra.

### Moderne tijdperk

#### Super Touring Cars

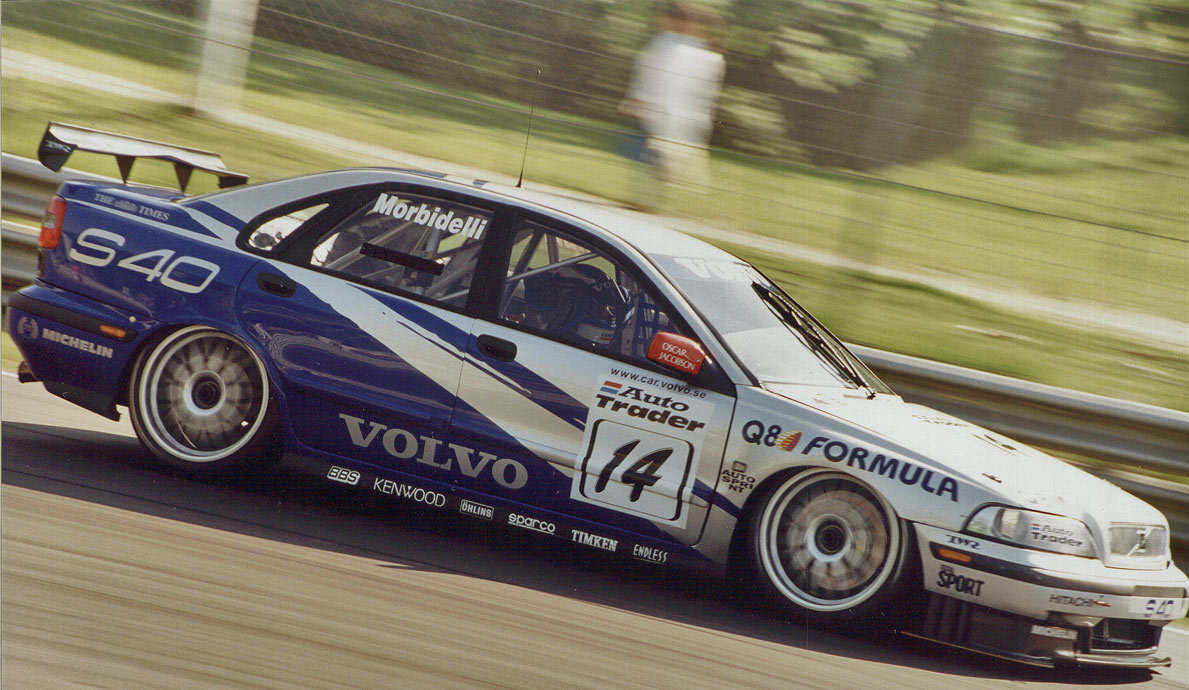
Gianni Morbidelli in 1998 op Brands Hatch in zijn Volvo S40

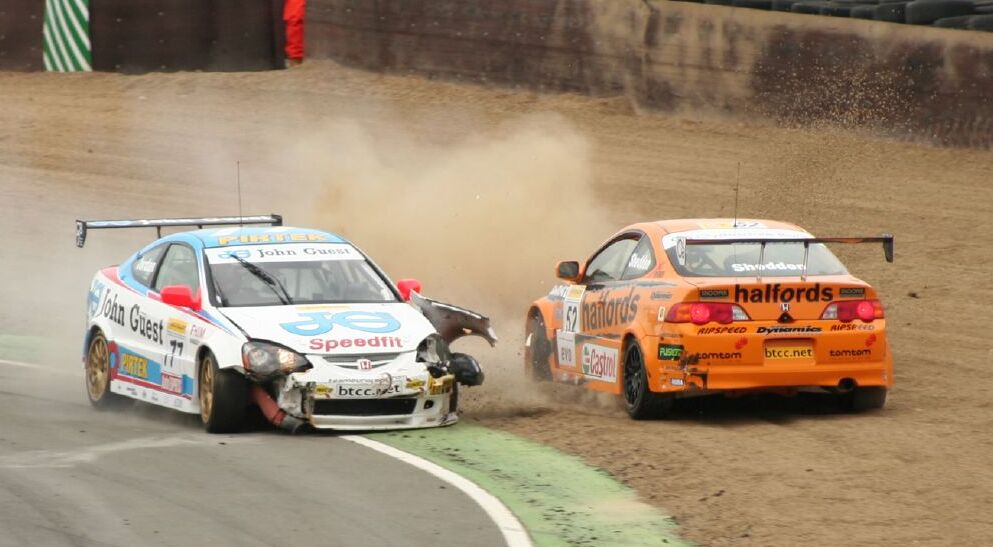
Gordon Shedden and Mike Jordan crashen in de bocht Paddock Hill Brands Hatch in 2006

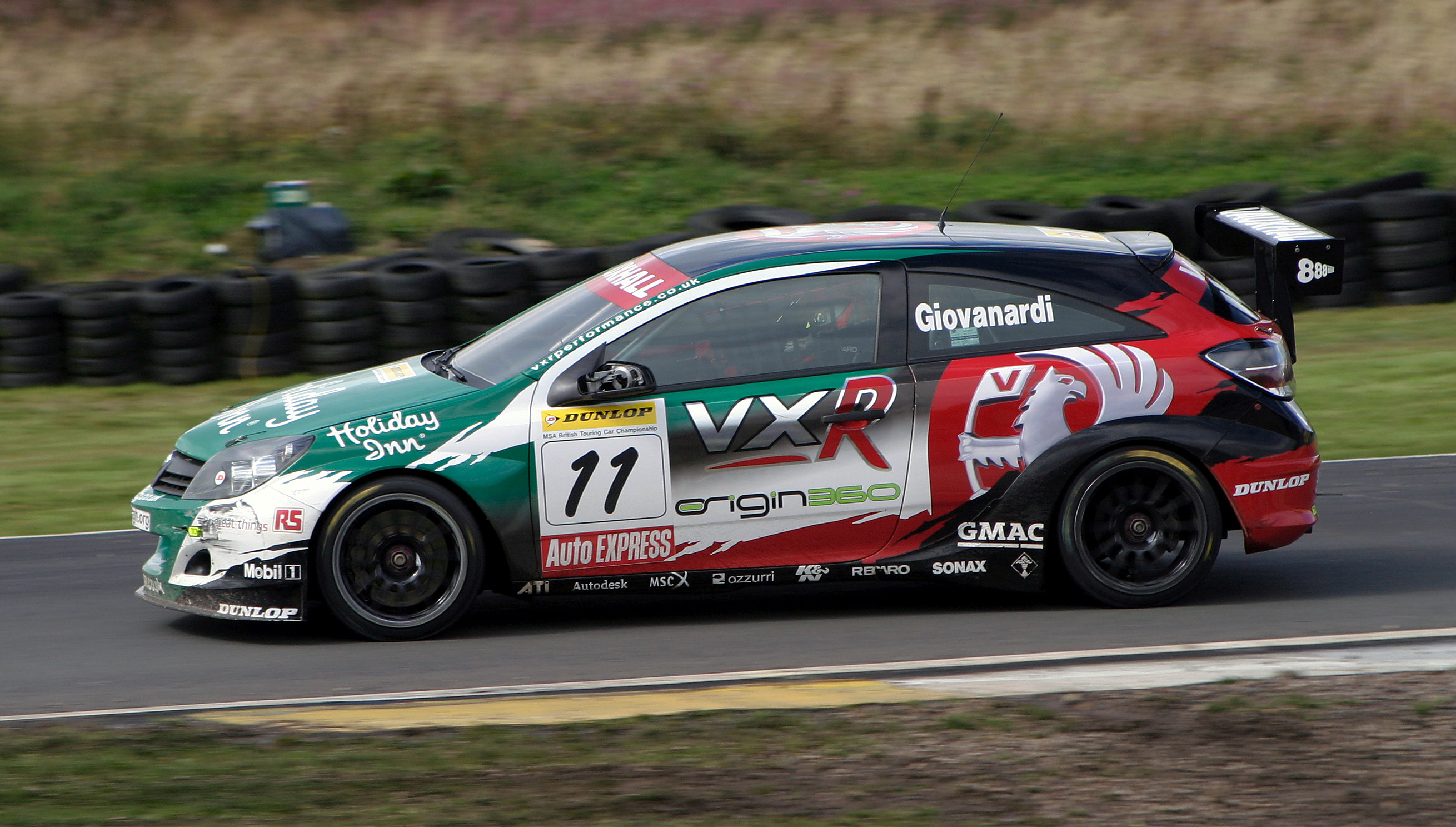
Fabrizio Giovanardi in 2006 op Knockhill met zijn Vauxhall Astra

In 1990 introduceerde de BTCC een klasse voor auto's met een cilinderinhoud tot 2,0 liter die later zou worden overgenomen door de Fédération Internationale de l'Automobile (FIA) en de Super Touring-regels zouden worden gebruikt in verschillende kampioenschappen in Europa en de rest van de wereld. In hun eerste jaar werden deze auto's naast een tweede klasse gereden die grotere motoren toestond, waardoor ze opnieuw gedomineerd werden door de Ford Sierra Cosworth RS500, maar vanaf 1991 werden ze de enige auto's die in aanmerking kwamen om te concurreren. Het nieuwe éénklassesysteem was vanaf het begin populair bij zes door de fabrikant ondersteunde teams van BMW, Ford, Mitsubishi, Nissan, Toyota en Vauxhall die deelnamen aan het kampioenschap. Tijdens de eerste seizoenen waren de auto's niet uitgerust met aerodynamische hulpmiddelen zoals een frontsplitter of een achtervleugel die vanaf 1995 waren toegestaan nadat Alfa Romeo een jaar eerder voor controverse zorgde, toen ze met hun nieuwe auto 155 binnenkwamen die was uitgerust met een achtervleugel - een item dat werd geleverd met de wegversie van de 155, echter ongepast in de kofferbak. Audi trad in 1996 toe tot de BTCC met zijn vierwielaangedreven A4 Quattro en won dat jaar de titel met de duitse coureur Frank Biela. Het voortdurend hoge aantal door de fabrikant gesteunde teams betekende een snelle ontwikkeling van de auto's en snel stijgende kosten om te concurreren, waardoor verschillende fabrikanten zich terugtrokken uit het kampioenschap tot het seizoen 2000, toen alleen Ford, Honda en Vauxhall in het kampioenschap overbleven. Tot op de dag van vandaag wordt het 'super touring era' van de jaren negentig nog steeds gezien als de meest succesvolle periodes van de BTCC. Het grote aantal door de fabrikant gesteunde teams zorgde voor een zeer dichtbije concurrentie en zwaarbevochten races op het circuit met veel toeschouwers op de circuits.

#### BTC Touring en Super 2000-auto's

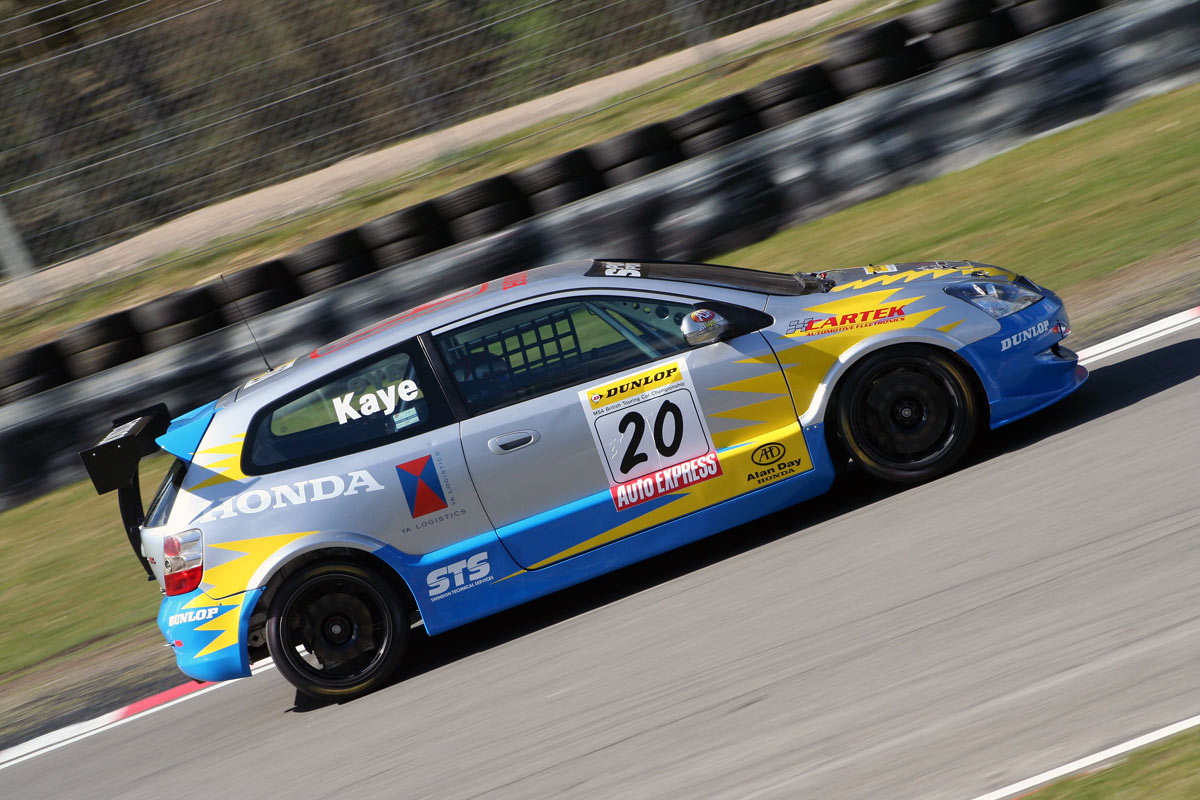
James Kaye in 2006 op Brands Hatch in zijn Honda Civic

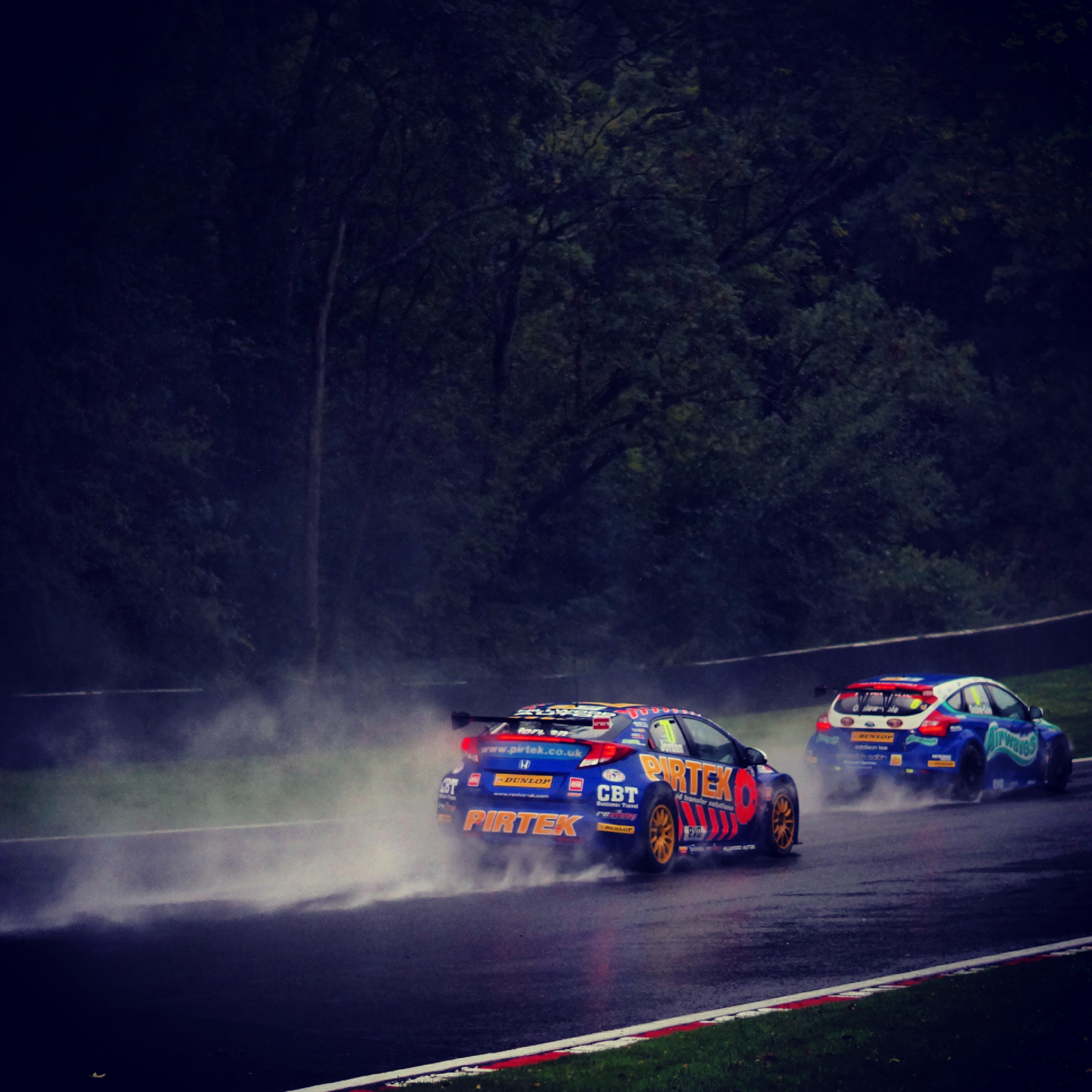
Brands Hatch in de regen (2013)

Om de kosten voor deelname aan het kampioenschap te verlagen hebben de organisatoren voor het seizoen 2001 nieuwe reglementen ingevoerd. De BTC Touring-reglementen hebben de kosten drastisch verlaagd, maar de belangstelling van zowel de fabrikant als de toeschouwer werd lager. De Super 2000-reglementen werden voor het seizoen 2007 aangenomen. Rond 2000 waren er goedkopere auto's dan het latere Supertouring-tijdperk, met minder fabrieksteams en minder internationale coureurs.

#### Next Generation Touring Car

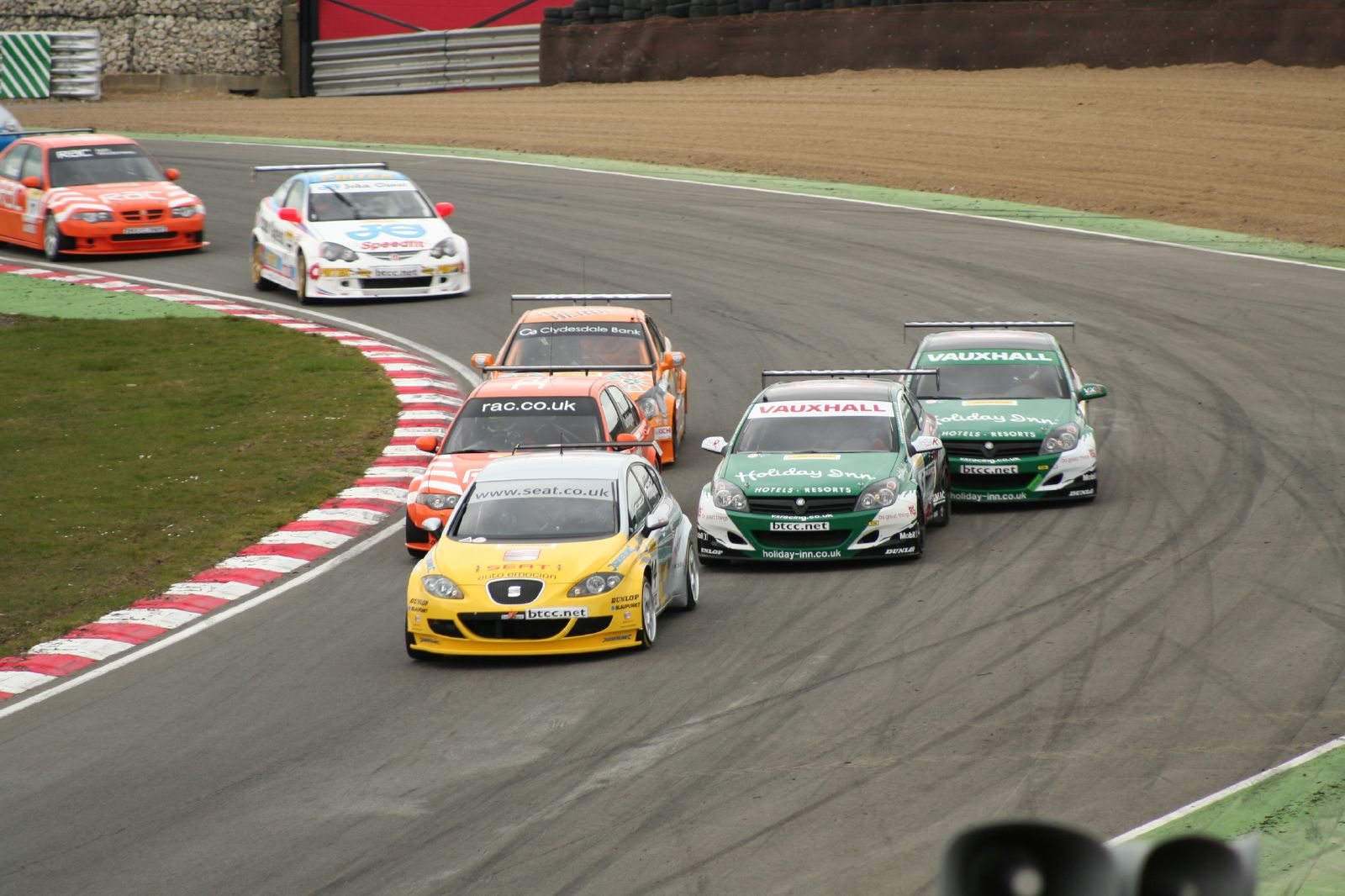
British Touring Car Championship 2006 op Brands Hatch

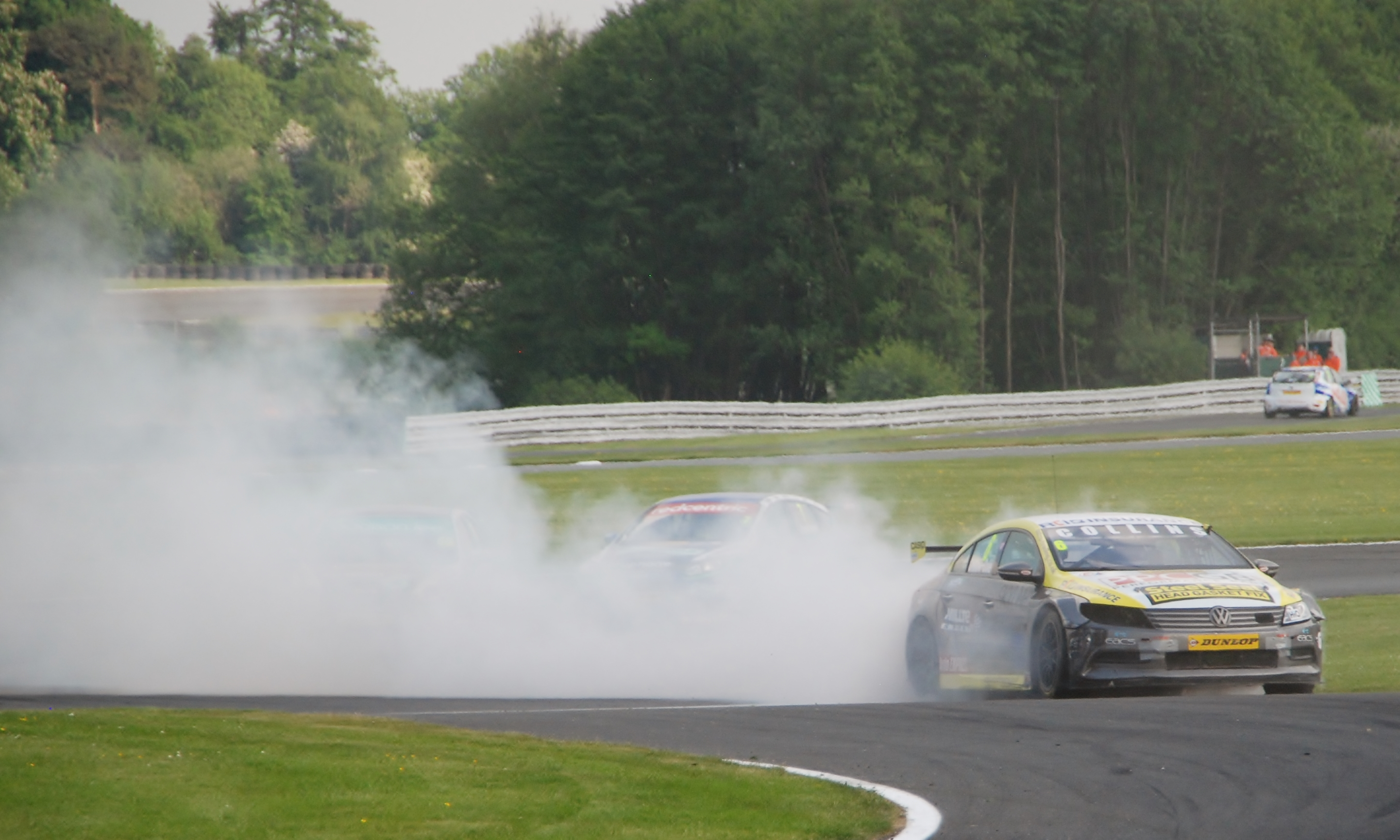
British Touring Car Championship, Oulton Park

In 2009 heeft de BTCC details vrijgegeven van zijn Next Generation Touring Car-specificatie (NGTC), die vanaf 2011 zou worden geïntroduceerd. De introductie van deze nieuwe technische voorschriften was bedoeld om de ontwerp-, bouw- en bedrijfskosten van de auto's en motoren drastisch te verlagen. De NGTC-specificatie was ook bedoeld om kosten te besparen door de afhankelijkheid van WTCC/S2000-apparatuur te verminderen, vanwege de toenemende kosten/complexiteit en zorgen over de toekomstige duurzaamheid ervan.

#### Huidige NGTC-auto's
Momenteel zijn de gebruikte auto's een mix van sedans van 2,0 L zoals de BMW 3-serie en de Infiniti Q50, en hatchback-auto's zoals de Honda Civic, Toyota Corolla en Ford Focus, gebaseerd op modellen van verschillende fabrikanten, met behulp van de NGTC-reglementen. S2000-auto's bleven tot het seizoen 2014 rijden in de Jack Sears Trophy.

### Teams

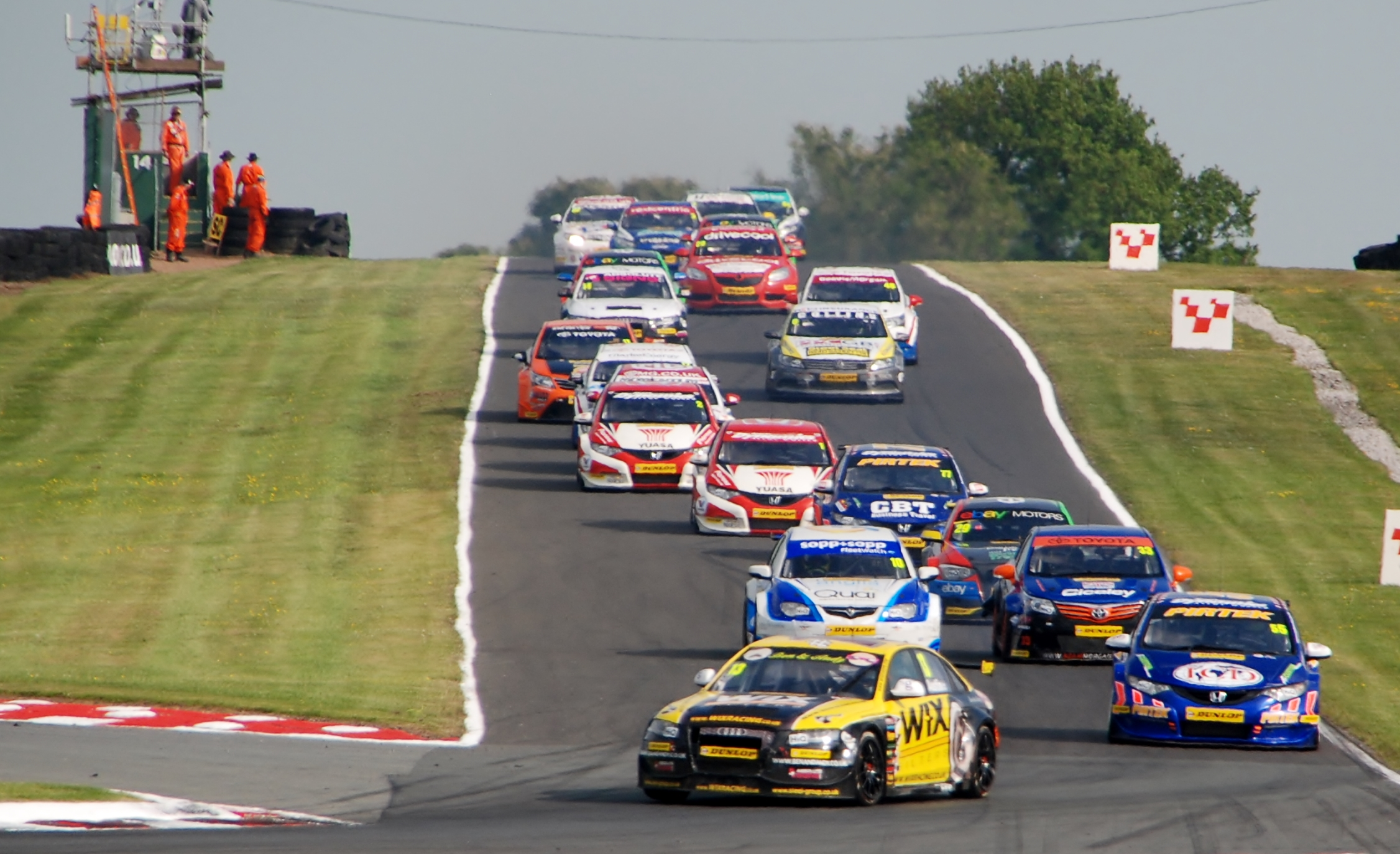
British Touring Car Championship 2013 in Oulton Park

BTCC-teams zijn een mix van inschrijvingen van fabrikanten (momenteel Ford, BMW en Toyota) en onafhankelijke teams zoals BTC Racing en Motorbase Performance.
In 2010, na het besluit van Opel om uit de series te stappen, waren er twee nieuwe fabrieksteams: Chevrolet, gerund door RML; en Honda, gerund door Team Dynamics.
In 2005 werd Team Dynamics het eerste onafhankelijke team die de BTCC-coureurs en constructeurskampioenschap won; Matt Neal won de algemene en onafhankelijke coureurswedstrijden in zijn Team Dynamics Honda Integra. Dit bevatte ook het voltooien van alle 30 kampioenschapsraces dat jaar, iets wat geen enkele andere coureur eerder had bereikt en pas zo'n 10 jaar later in 2015 werd geëvenaard door Adam Morgan. Dit maakte een einde aan Vauxhall's reeks van 4 kampioenschappen in de coureurs- en constructeurskampioenschappen tussen 2001 en 2004. Neal en Dynamics won ook het kampioenschap in 2006, voordat Vauxhall in 2007 de titel won met de Italiaan Fabrizio Giovanardi. Team Dynamics behaalde ook de eerste overwinning voor de Independents-race in het 'Supertouring'-tijdperk toen Neal in 1999 een ronde van de BTCC won op Donington Park, waarmee hij het teamprijzengeld van £ 250.000 verdiende.
Als gevolg van Matt Neal's gewonnen kampioenschappen en het feit dat Team Dynamics hun eigen S2000 Honda Civic Type R ontwierp en bouwde (met onofficiële steun van Honda), werden ze niet langer opgenomen in de categorie Independents en werden ze geclassificeerd als noch een "onafhankelijk" of "fabrieks" team tot het seizoen 2009, toen het kampioenschap van de fabrikant werd omgedoopt tot fabrikant/constructeur kampioenschap om zowel Team Aon als Team Dynamics te laten concurreren met op het moment de enige fabrieksinschrijving van Vauxhall.

## Reglementen

### Huidige reglementen
Vanaf het British Touring Car Championship 2014 worden alle auto's volgens dezelfde reglementen gebouwd:
- Next Generation Touring Car. Nieuwe reeks reglementen die speciaal voor de BTCC zijn ontwikkeld als een manier om de sport vooruit te helpen en de kosten voor deelnemers te verlagen. Deze nieuwe technische voorschriften, die in 2011 zijn ingevoerd, zijn ontworpen om het ontwerp, de bouw en de bedrijfskosten van de auto's en motoren drastisch te verlagen en de afhankelijkheid van WTCC/S2000-apparatuur te verminderen. NGTC-auto's behielden aanvankelijk dezelfde prestatie als S2000-auto's tot het seizoen 2013 toen volledige NGTC-auto's de belangrijkste kampioenschapsklasse werden met hybride S2000/NGTC-auto's in een secundaire klasse. Vanaf het seizoen 2014 komen alleen NGTC-auto's in aanmerking voor deelname aan de BTCC.

### Kostenbeheersingsmaatregelen

#### Auto modificaties en inschrijvingen
Er zijn strikte limieten aan de wijzigingen die aan de auto's kunnen worden aangebracht, die bedoeld zijn om de kosten van het runnen van een competitief team te verlagen, wat onbetaalbaar was geworden in de laatste jaren van de Super Touring-regels. Deze kostenbesparingen zorgden voor een toename van onafhankelijke inschrijvingen - teams of individuen die auto's inschreven die waren gekocht van de teams van de fabrikant wanneer ze hun chassis bijwerken.
Met de introductie van de NGTC-reglementen delen alle auto's een aantal gemeenschappelijke componenten die via een contract met RML Group worden geleverd. Hierdoor hebben veel onafhankelijke teams toegang gekregen zonder de noodzaak van ondersteuning van de fabrikant en is het niet nodig om auto's van een fabriek af te kopen. Teams kunnen een motor installeren uit de brede 'familie' van auto's van hun merk, of ervoor kiezen om een motor te leasen van TOCA, gebouwd door Swindon Engines, die ook helpen om de inschrijfkosten betaalbaarder te maken.

#### Banden
Om de kosten verder onder controle te houden, gebruikt de BTCC één bandenleverancier, met Dunlop de huidige leverancier van rubber aan alle teams. Voor droge races wordt de Dunlop SportMaxx Prime-band gebruikt, samen met het gebruik van de Option-band (Soft/Hard) die verplicht is bij één race per meeting. Voor natte races wordt de Dunlop SportMaxx BluResponse-band gebruikt.

### Brandstof
De reglementen stonden voorheen een verscheidenheid aan verschillende brandstoffen toe om zuinigere auto's aan te moedigen. In 2004 stapte Mardi Gras Motorsport zelfstandig in een door een vloeibaar petroleumgas (LPG) aangedreven Super 2000 Honda Civic Type-R (die vervolgens werd vervangen door een meer competitieve BTC-Touring Peugeot 406 Coupé, nog steeds LPG-aangedreven), en in 2005 zette Tech-Speed Motorsport een Vauxhall Astra Coupé om, om te rijden op bio-ethanol brandstof. Halverwege 2006 bouwde Jason Hughes, eigenaar van Kartworld, zijn 4-cilinder MG ZS om op bio-ethanol, al snel gevolgd door de West Surrey Racing-auto's van kampioenschapskandidaten Colin Turkington en Rob Collard, en voor het slotevenement op Silverstone, heeft Richard Marsh zijn Peugeot 307 omgebouwd om op bio-ethanol te rijden. Alleen Hughes bleef in 2007 en 2008 op deze brandstof rijden. De regelgeving stond ook toe dat auto's op diesel rijden; de eerste poging daarvan was in het seizoen 2007 door Rick Kerry in een BMW 120d E87 gerund door Team AFM Racing. In 2008 deed SEAT Sport UK mee met twee Turbo Diesel Power SEAT Leons - de eerste dieselaangedreven fabrikant die auto's inschreef. Aan het begin van het seizoen 2010 werd aangekondigd dat Team AON Racing hun beide Ford Focus ST-auto's had omgebouwd voor LPG.
Volgens de huidige NGTC-voorschriften gebruiken alle deelnemers Carless HiperFlo 300, een loodvrije benzine van 101/102 RON en 89/90 MON met een zuurstofgehalte van ongeveer 2% die voldoet aan de FIA ‘Appendix J’ gasoline specification.

### Vorige reglementen
Voor het kampioenschap golden de volgende regels:
- 1958 - unieke BTCC-reglementen
- 1959 - FIA Appendix J Category C
- 1960 - 'silhouette' speciale sedan auto's (1000cc)
- 1961 tot 1965 - FIA Groep 2
- 1966 tot 1969 - FIA Groep 5
- 1970 tot 1973 - FIA Groep 2
- 1974 tot 1983 - FIA Groep 1
- 1983 tot 1990 - FIA Groep A
- 1991 tot 2000 - 2 Litre Touring Car Formula, later FIA Super Touring
- 2001 tot 2011 - BTC Touring. De BTCC ontwikkelde en introduceerde deze specificatie in 2001, als reactie op de stijgende kosten van de Super Touring-specificatie. Met de Super 2000-specificatie die werd gebruikt in het onlangs hervormde World Touring Car Championship, was de populariteit van de BTC-T-specificatie bij topteams en fabrikanten echter van korte duur. Daarom mochten BTC-T spec-auto's vanaf het seizoen 2007 niet langer het kampioenschap winnen. Het was de bedoeling dat het seizoen 2010 het laatste jaar zou zijn dat BTC-T-auto's in aanmerking zouden komen voor deelname aan het kampioenschap, maar Series Director Alan Gow kondigde een verlenging van een jaar aan om BTC-T in 2011 te laten concurreren (met een basisgewicht van +50 kg op het seizoen 2010). Alleen auto's die in 2010 meededen, kwamen in aanmerking om in 2011 te racen.[6]
- 2004 tot 2013 - Super 2000. Reglementen die voor het eerst werd geïntroduceerd in de BTCC in 2004, waardoor teams auto's kunnen bouwen die in aanmerking komen om te racen in verschillende toerwagenkampioenschappen, waaronder het World Touring Car Championship. Auto's die volgens deze specificatie waren gebouwd, kwamen in aanmerking om te concurreren tot het einde van het seizoen 2013, maar de laatste volledige S2000-auto's werden in het seizoen 2011 ingevoerd.
- 2010 tot 2013 - S2000/NGTC Hybride. Vanaf het seizoen 2010 mochten teams met S2000-chassis een NGTC-motor gebruiken met hun auto. Vanaf het seizoen 2012 gebruikten alle teams met een S2000-chassis NGTC-turbomotoren. Deze hybride specificatie kwam in aanmerking tot het einde van het seizoen 2013.

## Circuits
Omdat het een nationaal kampioenschap is, heeft het British Touring Car Championship gedurende zijn lange geschiedenis circuits door het hele Verenigd Koninkrijk bezocht. Momenteel bezoekt de serie acht verschillende circuits in Engeland en Schotland gedurende tien raceweekenden. Deze circuits zijn: Brands Hatch (Indy Layout), Donington Park, Thruxton (het snelste circuit ooit bezocht door de BTCC, met een gemiddelde snelheid van 179.14 km/u, gereden door Andrew Jordan tijdens de kwalificatie in 2014), Oulton Park, Croft, Snetterton, Knockhill en Silverstone (nationale en internationale lay-outs), met een terugkeer naar Brands Hatch (GP-lay-out) aan het einde van het seizoen.
In het verleden heeft het BTCC Mondello Park in Ierland en Pembrey in Wales bezocht. In 1989 en 1990 werd een straatrace rond de stad Birmingham gehouden, bekend als de Birmingham Superprix.
Aintree, Crystal Palace, Goodwood, Ingliston, Mallory Park en Rockingham hebben in het verleden ook races georganiseerd.

## Structuur raceweekend

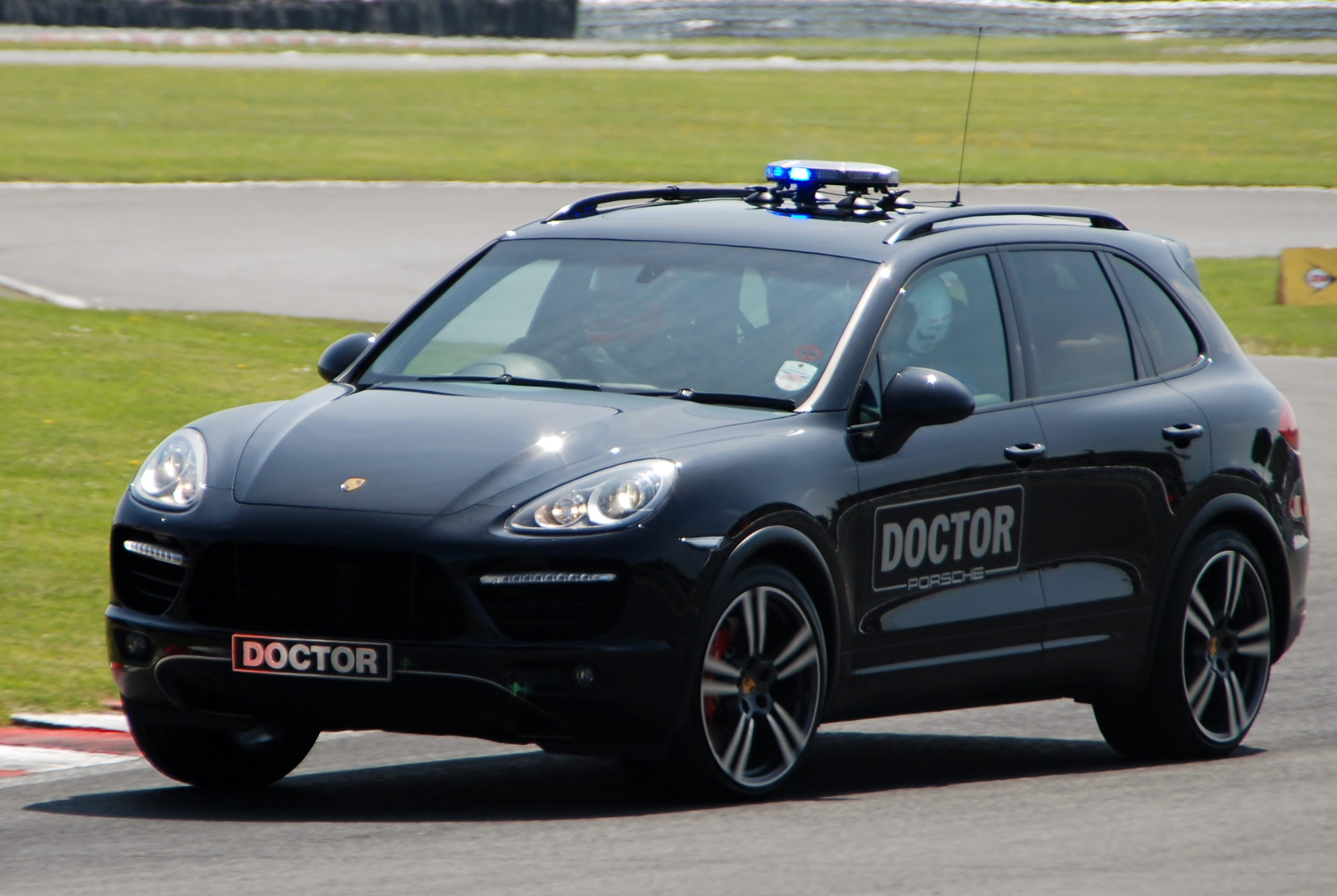
De Porsche Safety car op Oulton Park

Op de zaterdag van een raceweekend zijn er twee trainingssessies, gevolgd door een kwalificatiesessie van 30 minuten die de startopstellig bepaalt voor de eerste race op zondag, waarbij de snelste coureur op poleposition in de rij staat.
Elke race bestaat doorgaans uit 16 tot 25 ronden, afhankelijk van de lengte van het circuit. Een race kan met drie ronden worden verlengd als er drie of meer ronden achter een safety car zijn gereden.

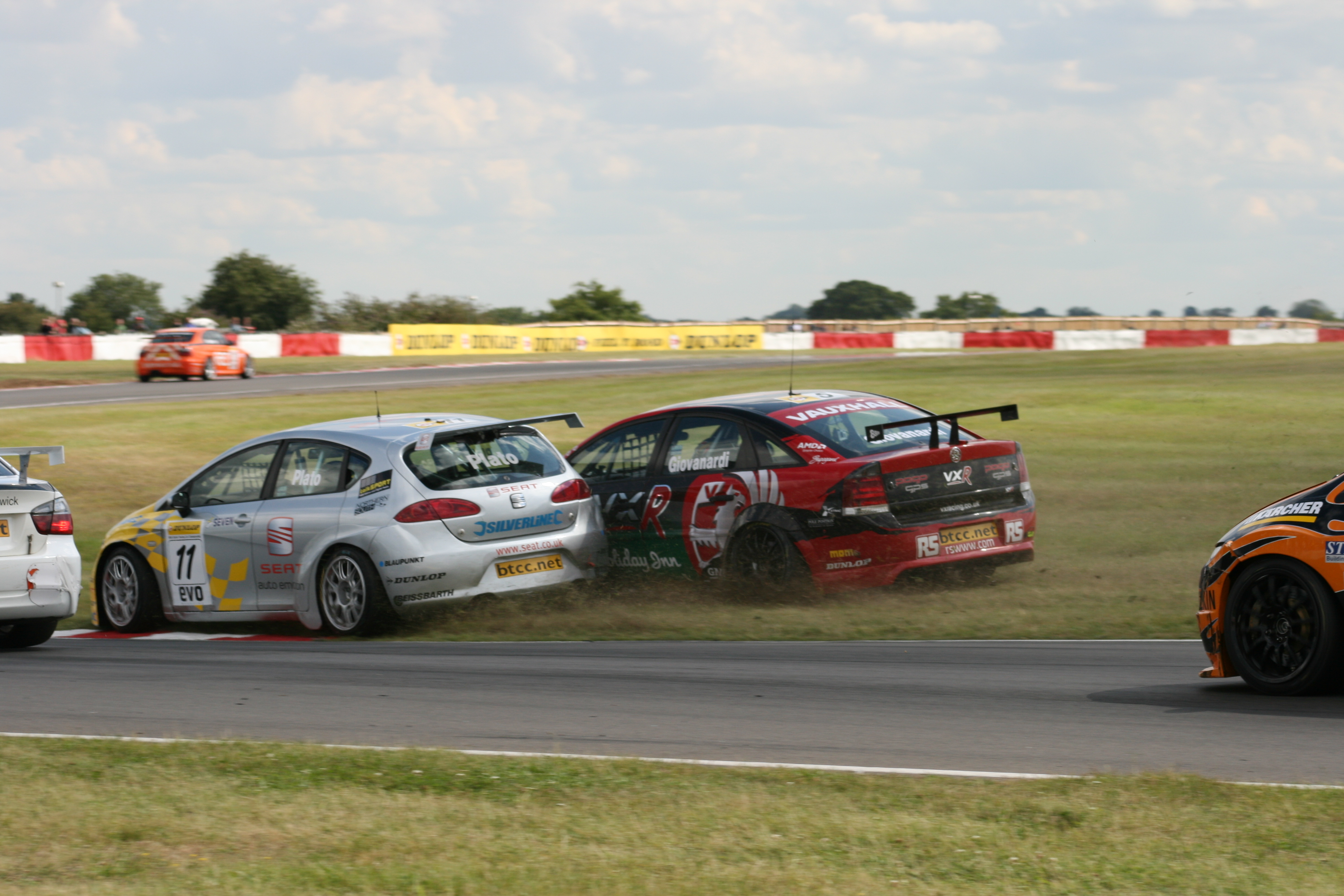
Kampioenskandidaten Jason Plato (SEAT) en Fabrizio Giovanardi (Vauxhall) botsen tijdens een BTCC-race op Snetterton in juli 2007

De startopstelling voor race twee is gebaseerd op de finishvolgorde van race één. Voor race drie vindt een loting plaats om te beslissen op welke plaats de grid 'reversed' wordt. Dit betekent dat coureurs die race twee eindigen op de 6e tot en met de 12e plaats de poleposition kunnen innemen voor race 3, afhankelijk van de uitkomst van de loting. Als bijvoorbeeld nummer 7 wordt getrokken, begint de coureur die op de 7e plaats eindigt in race twee op pole, de 6e plaats begint op de tweede plaats, de 5e plaats begint op de derde enz. Coureurs die op de 8e plaats en verder eindigen, beginnen race drie in hun finishvolgorde voor race twee. De trekking wordt normaal gesproken uitgevoerd door een beroemdheid, live op tv. Voor 2014 werd dit gewijzigd, zodat de coureur die in race 2 als 10e eindigde de loting maakte. Fabrizio Giovanardi heeft bijvoorbeeld twee keer zichzelf op poleposition weten te zetten door nummer 10 te trekken.
Vóór 2006 behaalde de coureur die op de 10e plaats eindigde in race twee de poleposition voor race drie. Dit leidde tot opzettelijke 'fixing' van de race, waarbij sommige coureurs tijdens race twee probeerden op de 10e plaats te eindigen om in race drie poleposition te behalen. Deze regel van de "reverse grid" zorgde voor een polariserende mening: sommige fans genieten van het spektakel dat wordt geboden door onwaarschijnlijke coureurs op poleposition te hebben, terwijl snellere coureurs zich door het veld moeten vechten; anderen vinden dat het afbreuk doet aan de puurheid van het racen. Sommige coureurs zouden bijvoorbeeld kunnen besluiten om langzamer te rijden en anderen hen te laten passeren, waardoor ze hun eigen startpositie voor de 'reverse grid-race' verbeteren, wat in strijd is met de geest van autosport - proberen om in elke race als eerste te eindigen. Het leidde ook tot enkele veiligheidsproblemen, aangezien coureurs dramatisch langzamer gingen rijden bij het naderen van de finishlijn, waarbij auto's achter hen gedwongen waren om uitwijkende maatregelen te nemen om te voorkomen dat langzamere auto's tegen hen aan crashte. Deze factoren droegen bij aan de wijziging van de regels voor het seizoen van 2006.

## Puntentelling
| Huidige puntensysteem (2012–heden) | Huidige puntensysteem (2012–heden) | Huidige puntensysteem (2012–heden) | Huidige puntensysteem (2012–heden) | Huidige puntensysteem (2012–heden) | Huidige puntensysteem (2012–heden) | Huidige puntensysteem (2012–heden) | Huidige puntensysteem (2012–heden) | Huidige puntensysteem (2012–heden) | Huidige puntensysteem (2012–heden) | Huidige puntensysteem (2012–heden) | Huidige puntensysteem (2012–heden) | Huidige puntensysteem (2012–heden) | Huidige puntensysteem (2012–heden) | Huidige puntensysteem (2012–heden) | Huidige puntensysteem (2012–heden) | Huidige puntensysteem (2012–heden) | Huidige puntensysteem (2012–heden) | Huidige puntensysteem (2012–heden) |
| ---------------------------------- | ---------------------------------- | ---------------------------------- | ---------------------------------- | ---------------------------------- | ---------------------------------- | ---------------------------------- | ---------------------------------- | ---------------------------------- | ---------------------------------- | ---------------------------------- | ---------------------------------- | ---------------------------------- | ---------------------------------- | ---------------------------------- | ---------------------------------- | ---------------------------------- | ---------------------------------- | ---------------------------------- |
| Race                               | 1e                                 | 2e                                 | 3e                                 | 4e                                 | 5e                                 | 6e                                 | 7e                                 | 8e                                 | 9e                                 | 10e                                | 11e                                | 12e                                | 13e                                | 14e                                | 15e                                | Pole Position                      | Snelste ronde                      | Rondeleider                        |
| R1                                 | 20                                 | 17                                 | 15                                 | 13                                 | 11                                 | 10                                 | 9                                  | 8                                  | 7                                  | 6                                  | 5                                  | 4                                  | 3                                  | 2                                  | 1                                  | 1                                  | 1                                  | 1                                  |
| R2                                 | 20                                 | 17                                 | 15                                 | 13                                 | 11                                 | 10                                 | 9                                  | 8                                  | 7                                  | 6                                  | 5                                  | 4                                  | 3                                  | 2                                  | 1                                  |                                    | 1                                  | 1                                  |
| R3                                 | 20                                 | 17                                 | 15                                 | 13                                 | 11                                 | 10                                 | 9                                  | 8                                  | 7                                  | 6                                  | 5                                  | 4                                  | 3                                  | 2                                  | 1                                  |                                    | 1                                  | 1                                  |

| Puntensysteem tot 2012 | Puntensysteem tot 2012 | Puntensysteem tot 2012 | Puntensysteem tot 2012 | Puntensysteem tot 2012 | Puntensysteem tot 2012 | Puntensysteem tot 2012 | Puntensysteem tot 2012 | Puntensysteem tot 2012 | Puntensysteem tot 2012 | Puntensysteem tot 2012 | Puntensysteem tot 2012 | Puntensysteem tot 2012 | Puntensysteem tot 2012 |
| ---------------------- | ---------------------- | ---------------------- | ---------------------- | ---------------------- | ---------------------- | ---------------------- | ---------------------- | ---------------------- | ---------------------- | ---------------------- | ---------------------- | ---------------------- | ---------------------- |
| Race                   | 1e                     | 2e                     | 3e                     | 4e                     | 5e                     | 6e                     | 7e                     | 8e                     | 9e                     | 10e                    | Pole Position          | Snelste ronde          | Rondeleider            |
| R1                     | 15                     | 12                     | 10                     | 8                      | 6                      | 5                      | 4                      | 3                      | 2                      | 1                      | 1                      | 1                      | 1                      |
| R2                     | 15                     | 12                     | 10                     | 8                      | 6                      | 5                      | 4                      | 3                      | 2                      | 1                      |                        | 1                      | 1                      |
| R3                     | 15                     | 12                     | 10                     | 8                      | 6                      | 5                      | 4                      | 3                      | 2                      | 1                      |                        | 1                      | 1                      |

## Kampioenen
| Jaar. | Algemeen                | Algemeen                       | Algemeen                       | Independents         | Independents              | Productie klasse   | Productie klasse  |
| Jaar. | Coureur                 | Merk                           | Team kampioen                  | Coureur              | Team                      | Coureur            | Team              |
| ----- | ----------------------- | ------------------------------ | ------------------------------ | -------------------- | ------------------------- | ------------------ | ----------------- |
| 1958  | Jack Sears              | Austin 105 Westminster         | geen                           |                      |                           |                    |                   |
| 1959  | Jeff Uren               | Ford Zephyr Six                | geen                           |                      |                           |                    |                   |
| 1960  | Doc Shepherd            | Austin A40                     | geen                           |                      |                           |                    |                   |
| 1961  | Sir John Whitmore       | Austin Seven                   | geen                           |                      |                           |                    |                   |
| 1962  | John Love               | Morris Cooper                  | geen                           |                      |                           |                    |                   |
| 1963  | Jack Sears              | Ford GalaxieFord Cortina Lotus | geen                           |                      |                           |                    |                   |
| 1964  | Jim Clark               | Ford Cortina Lotus             | geen                           |                      |                           |                    |                   |
| 1965  | Roy Pierpoint           | Ford Mustang                   | Weybridge Engineering Company  |                      |                           |                    |                   |
| 1966  | John Fitzpatrick        | Ford Anglia                    | Team Lotus                     |                      |                           |                    |                   |
| 1967  | Frank Gardner           | Ford Falcon Sprint             | geen                           |                      |                           |                    |                   |
| 1968  | Frank Gardner (2)       | Ford Escort Twin Cam           | geen                           |                      |                           |                    |                   |
| 1969  | Alec Poole              | Austin Cooper 970S             | geen                           |                      |                           |                    |                   |
| 1970  | Bill McGovern           | Sunbeam Imp                    | geen                           |                      |                           |                    |                   |
| 1971  | Bill McGovern (2)       | Sunbeam Imp Rallye             | geen                           |                      |                           |                    |                   |
| 1972  | Bill McGovern (3)       | Sunbeam Imp                    | geen                           |                      |                           |                    |                   |
| 1973  | Frank Gardner (3)       | Chevrolet Camaro Z28           | geen                           |                      |                           |                    |                   |
| 1974  | Bernard Unett           | Hillman Avenger GT             | geen                           |                      |                           |                    |                   |
| 1975  | Andy Rouse              | Triumph Dolomite Sprint        | geen                           |                      |                           |                    |                   |
| 1976  | Bernard Unett (2)       | Chrysler Avenger GT            | geen                           |                      |                           |                    |                   |
| 1977  | Bernard Unett (3)       | Chrysler Avenger GT            | geen                           |                      |                           |                    |                   |
| 1978  | Richard Longman         | BL Mini 1275GT                 | geen                           |                      |                           |                    |                   |
| 1979  | Richard Longman (2)     | BL Mini 1275GT                 | geen                           |                      |                           |                    |                   |
| 1980  | Win Percy               | Mazda RX-7                     | geen                           |                      |                           |                    |                   |
| 1981  | Win Percy (2)           | Mazda RX-7                     | geen                           |                      |                           |                    |                   |
| 1982  | Win Percy (3)           | Toyota Corolla                 | geen                           |                      |                           |                    |                   |
| 1983  | Andy Rouse (2)          | Alfa Romeo GTV6                | geen                           |                      |                           |                    |                   |
| 1984  | Andy Rouse (3)          | Rover Vitesse                  | geen                           |                      |                           |                    |                   |
| 1985  | Andy Rouse (4)          | Ford Sierra XR4Ti              | geen                           |                      |                           |                    |                   |
| 1986  | Chris Hodgetts          | Toyota Corolla GT              | geen                           |                      |                           |                    |                   |
| 1987  | Chris Hodgetts (2)      | Toyota Corolla GT              | geen                           |                      |                           |                    |                   |
| 1988  | Frank Sytner            | BMW E30 M3                     | geen                           | Independents         | Independents              |                    |                   |
| 1989  | John Cleland            | Vauxhall Astra GTE 16v         | geen                           | Coureur              | Team                      |                    |                   |
| 1990  | Robb Gravett            | Ford Sierra RS500              | geen                           | Frank Sytner         |                           |                    |                   |
| 1991  | Will Hoy                | BMW E30 M3                     | geen                           | Will Hoy             |                           |                    |                   |
| 1992  | Tim Harvey              | BMW E36 318is                  | geen                           | James Kaye           |                           |                    |                   |
| 1993  | Joachim Winkelhock      | BMW E36 318i                   | geen                           | Matt Neal            |                           |                    |                   |
| 1994  | Gabriele Tarquini       | Alfa Romeo 155 TS              | geen                           | James Kaye (2)       |                           |                    |                   |
| 1995  | John Cleland (2)        | Vauxhall Cavalier              | Vauxhall Sport                 | Matt Neal (2)        |                           |                    |                   |
| 1996  | Frank Biela             | Audi A4 Quattro                | Audi Sport UK                  | Lee Brookes          |                           |                    |                   |
| 1997  | Alain Menu              | Renault Laguna                 | Williams Renault Dealer Racing | Robb Gravett         |                           |                    |                   |
| 1998  | Rickard Rydell          | Volvo S40                      | Vodafone Nissan Racing         | Tommy Rustad         | Productie klasse          | Productie klasse   |                   |
| 1999  | Laurent Aïello          | Nissan Primera                 | Vodafone Nissan Racing         | Matt Neal (3)        | Coureur                   | Team               |                   |
| 2000  | Alain Menu (2)          | Ford Mondeo                    | Ford Team Mondeo               | Matt Neal (4)        | Alan Morrison             | geen               |                   |
| 2001  | Jason Plato             | Vauxhall Astra Coupe           | Vauxhall Motorsport            | geen                 | Simon Harrison            | GR Motorsport      |                   |
| 2002  | James Thompson          | Vauxhall Astra Coupe           | Vauxhall Motorsport            | Dan Eaves            | James Kaye                | Synchro Motorsport |                   |
| 2003  | Yvan Muller             | Vauxhall Astra Coupe           | VX Racing                      | Rob Collard          | Luke Hines                | Barwell Motorsport |                   |
| 2004  | James Thompson (2)      | Vauxhall Astra Coupe           | VX Racing                      | Anthony Reid         |                           |                    |                   |
| 2005  | Matt Neal               | Honda Integra                  | Team Halfords                  | Matt Neal (5)        | Team Halfords             |                    |                   |
| 2006  | Matt Neal (2)           | Honda Integra                  | Team Halfords                  | Matt Neal (6)        | Team Halfords             |                    |                   |
| 2007  | Fabrizio Giovanardi     | Vauxhall Vectra VXR            | SEAT Sport UK                  | Colin Turkington     | Team RAC                  |                    |                   |
| 2008  | Fabrizio Giovanardi (2) | Vauxhall Vectra VXR            | VX Racing                      | Colin Turkington (2) | Team RAC                  |                    |                   |
| 2009  | Colin Turkington        | BMW E90 320si                  | VX Racing                      | Colin Turkington (3) | Team RAC                  |                    |                   |
| 2010  | Jason Plato (2)         | Chevrolet Cruze                | Honda Racing Team              | Tom Chilton          | Team AON                  |                    |                   |
| 2011  | Matt Neal (3)           | Honda Civic                    | Honda Racing Team              | James Nash           | Triple 8 Race Engineering | Jack Sears Trophy  | Jack Sears Trophy |
| 2012  | Gordon Shedden          | Honda Civic                    | Honda Yuasa Racing Team        | Andrew Jordan        | Pirtek Racing             | Coureur            | Team              |
| 2013  | Andrew Jordan           | Honda Civic                    | Honda Yuasa Racing Team        | Andrew Jordan (2)    | Pirtek Racing             | Lea Wood           | niet toegekend    |
| 2014  | Colin Turkington (2)    | BMW 125i M Sport               | eBay Motors                    | Colin Turkington (4) | eBay Motors               | Dave Newsham       | niet toegekend    |
| 2015  | Gordon Shedden (2)      | Honda Civic Type R             | Team BMR RCIB Insurance        | Colin Turkington (5) | Team BMR RCIB Insurance   | Josh Cook          | niet toegekend    |
| 2016  | Gordon Shedden (3)      | Honda Civic Type R             | Team JCT600 with GardX         | Andrew Jordan (3)    | Motorbase Performance     | Ashley Sutton      | niet toegekend    |
| 2017  | Ashley Sutton           | Subaru Levorg GT               | Team BMW                       | Tom Ingram           | Speedworks Motorsport     | Senna Proctor      | niet toegekend    |
| 2018  | Colin Turkington (3)    | BMW 125i M Sport               | Team BMW                       | Tom Ingram (2)       | Speedworks Motorsport     | Dan Cammish        | niet toegekend    |
| 2019  | Colin Turkington (4)    | BMW 330i M Sport               | Halfords Yuasa Racing          | Rory Butcher         | Cobra Sport AmD           | Rory Butcher       | niet toegekend    |
| 2020  | Ashley Sutton (2)       | Infiniti Q50                   | Laser Tools Racing             | Ashley Sutton        | Laser Tools Racing        | Michael Crees      | niet toegekend    |
| 2021  | Ashley Sutton (3)       | Infiniti Q50                   | Laser Tools Racing             | Ashley Sutton (2)    | Laser Tools Racing        | Dan Rowbottom      | niet toegekend    |

## Fabrikanten/constructeurs
De BTCC biedt inzendingen van fabrikanten en constructeurs met de steun, financiering en technische ondersteuning van een motorfabrikant. Dit kan een autosportteam zijn dat auto's rijdt in opdracht van de fabrikant of auto's die rechtstreeks door de fabriek worden bestuurd. Hieronder vindt staat een tijdlijn van inzendingen van fabrikanten/constructeurs vanaf het begin van het 2-litertijdperk.